# Parafia św. Józefa Oblubieńca Najświętszej Maryi Panny w Obornikach
Parafia Świętego Józefa Oblubieńca Najświętszej Maryi Panny w Obornikach – parafia rzymskokatolicka należąca do dekanatu obornickiego archidiecezji poznańskiej.

## Rys historyczny
Neogotycki poewangelicki kościół parafialny został wybudowany w 1901. Został częściowo zniszczony w trakcie działań wojennych, w 1945 roku przekazany katolikom. Od 1970 roku funkcjonował przy nim ośrodek duszpasterski. Parafia została erygowana 1 stycznia 1972.

## Proboszczowie
- ks. Andrzej Kościański (1970-2004)
- ks.kan. Rafał Banaszak (2004-nadal)[2]